# Holdgatiella chepuensis
Holdgatiella chepuensis är en insektsart som beskrevs av Evans 1962. Holdgatiella chepuensis ingår i släktet Holdgatiella och familjen hornstritar. Inga underarter finns listade i Catalogue of Life.